# Thomas Crozet
Thomas Crozet ou Croset est un religieux et écrivain français, mort à Avignon en 1720.

## Biographie
Thomas Crozet entra dans les Frères mineurs récollets à Marseille vers 1650, et s’adonna à la prédication. Il alla ensuite en Espagne, et séjourna longtemps à Madrid, où il apprit couramment l’espagnol.
Il traduisit quelques ouvrages castillans, notamment l'Histoire de la bienheureuse Vierge Marie, de Marie d'Agréda, dont il publia le premier tome en 1694.
Outre ses traductions, il écrivit aussi ses propres ouvrages en espagnol. II est mort à Avignon en 1720,. Selon le Dictionnaire de spiritualité (1995), il est plutôt mort en 1726.

## Œuvres
- Consejos de la sabiduria, recopilacion de las maximas de Salomon, y las mas importantes al hombre, para governarse sabiamente. Consideraciones sobre las mismas maximas, traducidas de francès en español, Marseille, 1690, in-8°; Bruxelles, in-8° ;
- Maximes morales traduites d’espagnol en français ;
- Histoire de la bienheureuse vierge Marie, écrite par Marie d'Agréda, Marseille, 1695, in-8° ; réimprimé sous le titre de la Mystique cité de Dieu ;
- Censura Censuræ, seu confutatio sententiæ deputatorum facultatis theologiæ Parisiensis de propositionibus per illos excerptis e tomo primo Vitæ SS. Virginis, hispanica lingua editæ a virginæ matre Maria a Jesu, Cologne, 1697, in-8° ; c’est une réponse à la censure que la Sorbonne avait faite de l’ouvrage précédent ;
- Introduction aux vertus morales et héroïques, traduite de l’italien d’Emanuele Tesauro, Bruxelles, 1722, 2 vol. in-8°, dédiée aux chevaliers de Malte ;
- Indiculus universalis, Lyon, 1705, in-8°, en latin et en espagnol, ouvrage composé d’après celui du P. Pomey.

## Sources
- « Thomas Crozet », dans Louis-Gabriel Michaud, Biographie universelle ancienne et moderne : histoire par ordre alphabétique de la vie publique et privée de tous les hommes avec la collaboration de plus de 300 savants et littérateurs français ou étrangers, 2e édition, 1843-1865 [détail de l’édition]